# Pride in STEM
Pride in STEM es una organización benéfica con sede en el Reino Unido que apoya a científicos LGBT+ a nivel internacional, cofundada en 2016 por Alfredo Carpineti, astrofísico de la Universidad de Cambridge, su esposo Chris, y Matt Young, investigador de la Universidad de Nottingham. Sus orígenes, antes del registro como fideicomiso de caridad, fueron como un grupo de marcha para la Marcha del Orgullo LGBT en Londres. Ben Britton, uno de los fideicomisarios de la organización, escribió en 2019 que el "mantra informal de la organización es queerizar los espacios científicos y llevar la ciencia a los espacios queer". "STEM" es el acrónimo en inglés de "ciencia, tecnología, ingeniería y matemáticas/medicina".

## Eventos

### Out Thinkers
La organización desarrolla una serie de eventos llamados "Out Thinkers", celebrados por primera vez en 2016, en los que científicos LGBT+ debaten sobre su vida y su trabajo. Los eventos de la serie se han llevado a cabo en el Festival de Ciencias Británico, en el Imperial College London, en el Museo de Ciencias de Londres y en el Festival de Ciencias de Cambridge. El primer evento internacional Out Thinkers se llevó a cabo en 2018.

### Día LGBTSTEM
Fueron responsables, junto con otras dos organizaciones con sede en las islas británicas, de organizar el primer Día LGBTSTEM, que se celebró el 5 de julio de 2018, que promueve la visibilidad y la concienciación de las personas LGBT+ en las ciencias. El evento fue apoyado por la Real Sociedad Astronómica, el Institute of Physics y la Royal Society of Chemistry.
Al año siguiente, nueve grupos (incluido Pride in STEM) participaron en la organización del día, nuevamente el 5 de julio, y se informó que cincuenta organizaciones lo apoyaron. En 2020 el día se llevó a cabo el 18 de noviembre para conmemorar el 60 aniversario de la petición del astrónomo Frank Kameny a la Corte Suprema de los Estados Unidos, en un caso motivado por su destitución del ejército de los EE. UU. como resultado de su orientación sexual.

### Otros eventos
Pride in STEM ha formado parte de la Marcha del Orgullo de Londres en 2016, 2017, 2018 y 2019.

## Reconocimientos
En 2017, la organización fue nominada para el premio "Barbara Burford Gay Times Honor" a la excelencia en STEM.
La revista Nature anunció su apoyo a la organización en 2019.